# Werfen
Die Marktgemeinde Werfen mit 3092 Einwohnern (Stand 1. Jänner 2025) liegt im Pongau, etwa 40 km südlich von Salzburg in Österreich. Die bekannteste Sehenswürdigkeit ist die größte Eishöhle der Welt, die Eisriesenwelt.

## Geografie

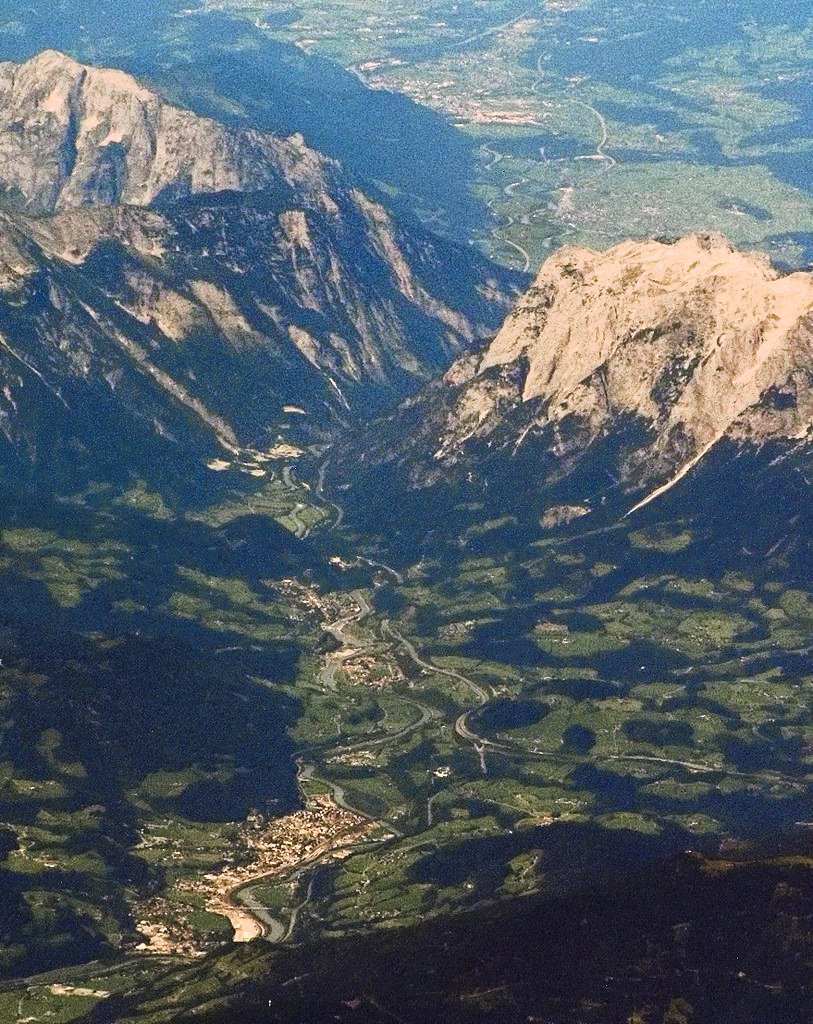
Blick ins Salzachtal nach Norden, von Bischofshofen bis Hallein. Markt Werfen mit Festung untere Mitte

Die Gemeinde liegt im Salzachpongau zwischen Tennengebirge, Hagengebirge und Hochkönig im Salzachtal.

### Geologie
Nach dem Ort Werfen ist die Gesteinsformation der Werfener Schichten benannt (Typlokalität). Diese Schieferformation bildet die Basis der Kalkalpen, auf der diese nord- und südwärts vom Alpenhauptkamm abgeglitten sind. Die Werfener Schichten bauen die ganze Südabdachung des Tennengebirges und auch den Südosten des Dachsteinstocks bis ans Fritztal auf und ziehen sich westwärts ins Blühnbachtal wie auch südlich des Hochkönigs weiter (Werfen-St.-Martiner Schuppenzone), der Kalkstock des Hochkönigs bildet eine ausgeprägte Verwerfung der Schichten, die dadurch rund um Werfen in ihrer ganzen Vielfalt aufgeschlossen sind.
Die Werfener Schichten sind eine teils extrem witterungsanfällige Gesteinszone, die besonders Richtung Mühlbach hinein hier zu großen baulichen Problemen führt.

### Gemeindegliederung
Das Gemeindegebiet umfasst fünf Katastralgemeinden und sechs Ortschaften (in Klammern Einwohnerzahl der Ortschaften Stand 1. Jänner 2025):
- Werfen Markt, Hauptort – links an der Salzach (1646)
- Imlau – südlich salzachaufwärts und links den Imlaubach hinein, gehört zur KG Reitsam (188)
- Reitsam (auch KG) – südlich Imlau, bis an den Hochkönig hinauf und in das Blühnbachtal (198)
- Scharten (auch KG) – links über Werfen bis in das Blühnbachtal (74, oder mitsamt Sulzau 178)[1]
- Sulzau (auch KG) – die jeweils linke Seite des Salzach- und des Blühnbachtals am Hagengebirge (879 bzw. 98)[1]
- Wimm (KG) – rechtsufrig Salzach-abwärts am Tennengebirge bis zum Beginn des Pass Lueg (107)[1]
- Der Ort Tenneck – links der Salzach nördlich Werfen – wird zur Ortschaft Sulzau oder als eigene Ortschaft Wimm gerechnet.[1]

Zählsprengel sind  Werfen, Tenneck, und Werfen-Umgebung für den Rest der Gemeinde.
Bis Ende 2002 gehörte die Gemeinde zum Gerichtsbezirk Werfen, seit 2003 ist sie Teil des Gerichtsbezirks Sankt Johann im Pongau.

### Nachbargemeinden
| Schönau am Königssee (Lkr. BGL, BY, DE)                                              | Golling an der Salzach (Tennengau/Bez. Hallein) | Scheffau am Tennengebirge ∗ (Tennengau/Bez. Hallein) |
|                                                                                      | Kompassrose, die auf Nachbargemeinden zeigt     | Pfarrwerfen                                          |
| Maria Alm am Steinernen MeerDienten am Hochkönig ∗∗ (beide Pinzgau/Bez. Zell am See) | Mühlbach am Hochkönig                           | Bischofshofen                                        |

## Geschichte

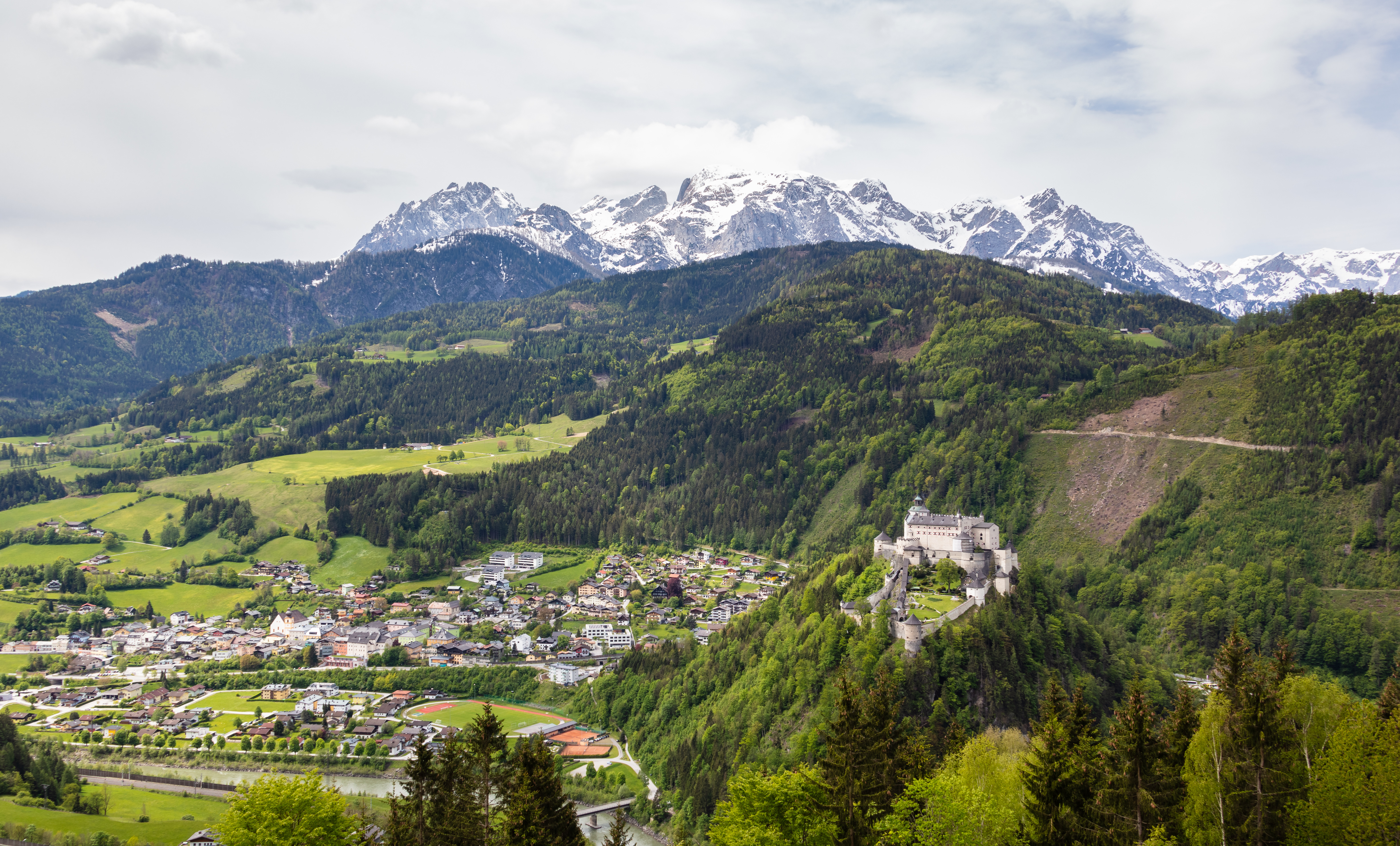
Überblick von Werfen

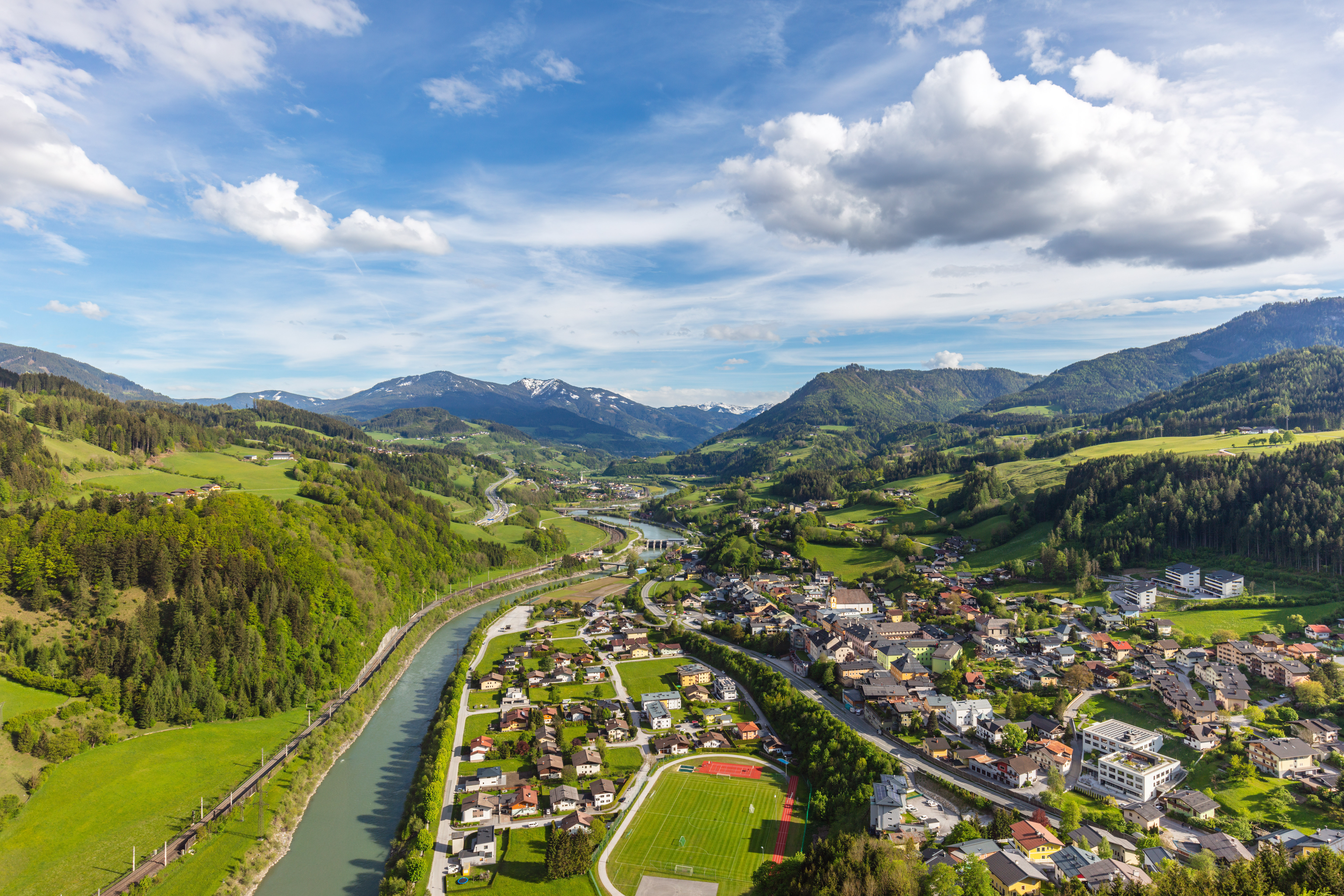
Werfen Markt von der Burg Hohenwerfen aus

Das Salzachtal ist seit alters her eine der bedeutendsten Alpentransit-Routen, und der Pass Lueg seine natürliche Schlüsselstelle. Der Name Werfen (ältester urkundlicher Nachweis etwa um 1140 Perhtoldus prefectus de Werven) steht wohl zu mittelhochdeutsch werve „Wirbel, Strudel“.
Das Wort bezeichnete ursprünglich wohl den ganzen Talraum: Um 1075 entstand hier die Pfarre St. Cyriak als Mutterpfarre des Pongau (heute Pfarrwerfen) mit dem Pfarrdorf (Dorfwerfen), dem Bauerndorf (Dorf) und dem Talraum Weng (heute Werfenweng) oberhalb, sowie die Burg (Hohenwerfen). Um diesen entstand der Marktort, Werfen ist einer der ältesten Märkte im Salzburger Land. Er wurde schon 1425 mit den Marktprivilegien ausgestattet.
Die weltliche Verwaltung befand ab dem 12. Jahrhundert auf (Hohen-)Werfen, während die kirchliche Verwaltung bei der Pfarrei blieb, daher hat sich der Ortsname auf mehrere Gemeinden verteilt.
Werfen war das ganze spätere Mittelalter und die Neuzeit hindurch Sitz eines salzburgischen Pfleggerichtes (dessen Bezirk wurde erst 2002 aufgelöst). Während der Bauernkriege 1525/26 wurde Werfen kampflos von den Aufständischen eingenommen.
Barbara Koller, Abdeckerin im Raum Werfen und damit Angehörige einer sozial geächteten Gruppe, wurde 1675 in einem Hexenprozess unter dem Verdacht der Zauberei verhaftet und gestand unter Anwendung der Folter eine Hexe zu sein. Sie wurde im August 1675 auf der Richtstätte in Salzburg-Gneis hingerichtet. Ihr Sohn Jakob Koller wurde im Volksmund Schinderjackl genannt.
1731/32 kam es zu einer großen Protestantenvertreibung: Auf Grund ihrer Zugehörigkeit zum protestantischen Glauben wurden 20.000 Menschen per Dekret des Fürstbischofs des Landes verwiesen (Salzburger Exulanten). König Friedrich Wilhelm I. von Preußen wies den Flüchtigen in Ostpreußen neues Land zu. Nach Auflösung des geistlichen Fürstentums Salzburg kam Werfen mit dem größten Teil des salzburgischen Gebiets 1816 zu Österreich.
Wirtschaftlich wurde der Ort im 18. und 19. Jahrhundert auch vom Eisenwerk Sulzau-Werfen (Blahau, dann Konkordiahütte) stark geprägt. In den 1870er Jahren entstand am anderen Salzachufer die Kaiserin-Elisabeth-Bahn (Salzburg-Tiroler-Bahn).
Am 25. Juli 1928 wurde nach nur einjähriger Bauzeit auf dem 1630 m hohen Rettenbachriedel zum Gedenken an die Vorfahren die Ostpreußenhütte eingeweiht.
Die Festung wurde 1931 durch einen Großbrand teilweise zerstört, dann wieder aufgebaut und am 6. August 1938 der NSDAP übergeben, um unter Karl Springenschmid zur Gauschulungsburg umgewandelt zu werden. Nach dem Zweiten Weltkrieg wurde die Festung bis 1987 von der österreichischen Bundesgendarmerie als Ausbildungsstätte genützt.
1939 wurde der Ort Konkordiahütte in Tenneck umbenannt.
In den 1960er Jahren wurde die A 10 Tauernautobahn fertiggestellt.
Heute ist Werfen ein bekannter Sommertourismusort.

## Politik

Der Brennhof, das Rathaus der Gemeinde

### Gemeinderat
| Gemeinderatswahl 2024Wahlbeteiligung: 68,5 % 6050403020100 50,5 % (+1,1 %p)33,0 % (+0,9 %p)16,5 % (−1,9 %p) ÖVPSPÖFPÖ20192024 |

Die Gemeindevertretung hat insgesamt 19 Mitglieder.
- Mit den Gemeindevertretungs- und Bürgermeisterwahlen in Salzburg 2004 hatte die Gemeindevertretung folgende Verteilung: 11 SPÖ, 6 ÖVP, und 2 FPÖ.
- Mit den Gemeindevertretungs- und Bürgermeisterwahlen in Salzburg 2009 hatte die Gemeindevertretung folgende Verteilung: 11 SPÖ, 6 ÖVP, und 2 FPÖ.[7]
- Mit den Gemeindevertretungs- und Bürgermeisterwahlen in Salzburg 2014 hatte die Gemeindevertretung folgende Verteilung: 9 ÖVP, 7 SPÖ, und 3 FPÖ.[8]
- Mit den Gemeindevertretungs- und Bürgermeisterwahlen in Salzburg 2019 hatte die Gemeindevertretung folgende Verteilung: 10 ÖVP, 6 SPÖ, und 3 FPÖ.[9]
- Mit den Gemeindevertretungs- und Bürgermeisterwahlen in Salzburg 2024 hat die Gemeindevertretung folgende Verteilung: 10 ÖVP, 6 SPÖ und 3 FPÖ.[10]

### Bürgermeister
- 1986–1994 Stefan Holzer[11]
- 1994–2014 Franz Meißl (SPÖ)[12]
- 2014–2019 Hannes Weitgasser (ÖVP)[13]
- seit 2019 Hubert Stock (ÖVP)[14]

Vizebürgermeister ist seit 2019 Christoph Hochbrugger (SPÖ).

### Partnergemeinden
Lengede in Niedersachsen ist seit 1979 Partnergemeinde von Werfen.

### Wappen
Das Wappen der Gemeinde ist beschrieben:
„Im geteilten Schild oben in Gold die wachsende vorwärtsgekehrte Gestalt eines Pilgers mit rotem Kleide, schwarzem Mantel und ebensolchem barettartigem Hut, in der Rechten einen Pilgerstab haltend, die Linke in die Seite gestützt, unten in Blau ein aufrechter rechtsgewendeter schwarzer Hund.“
Werfen hatte schon 1425 Marktprivilegien und wurde auf den Landtafeln des Erzstiftes mit einem Wappen geführt. Der Pilger ist noch im 19. Jahrhundert explizit als ein Heiliger Rochus genannt, der Hund ist dessen Heiligenattribut (als solches meist ein Brot bringend).

## Kultur und Sehenswürdigkeiten
- Eisriesenwelt: die größte Eishöhle weltweit und die bekannteste Sehenswürdigkeit von Tenneck
- Festung Hohenwerfen
- Pfarrkirche zum hl. Apostel Jakobus dem Älteren: erbaut von 1652 bis 1657[17][18]
- Kapuzinerkirche Mariahilf
- Filialkirche Tenneck
- Brennhof: mit einzigartigem Laubengang, wurde als Sitz von Erzbischof Johann Franz Graf Khuen von Belasi genutzt
- Pfleggerichtsgebäude: ein Bau aus dem 15. Jahrhundert, der 1531 unter Kardinal Matthäus Lang grundlegend aus- und umgebaut wurde. Die historischen Kuenburggewölbe werden als Veranstaltungsräume genutzt.
- 1969 wurde hier der Münzenschatz von Werfen gefunden, etwa tausend um 1535 vergrabene Gold- und Silbermünzen der frühen Neuzeit. Sie befinden sich heute im Salzburg Museum.[19]

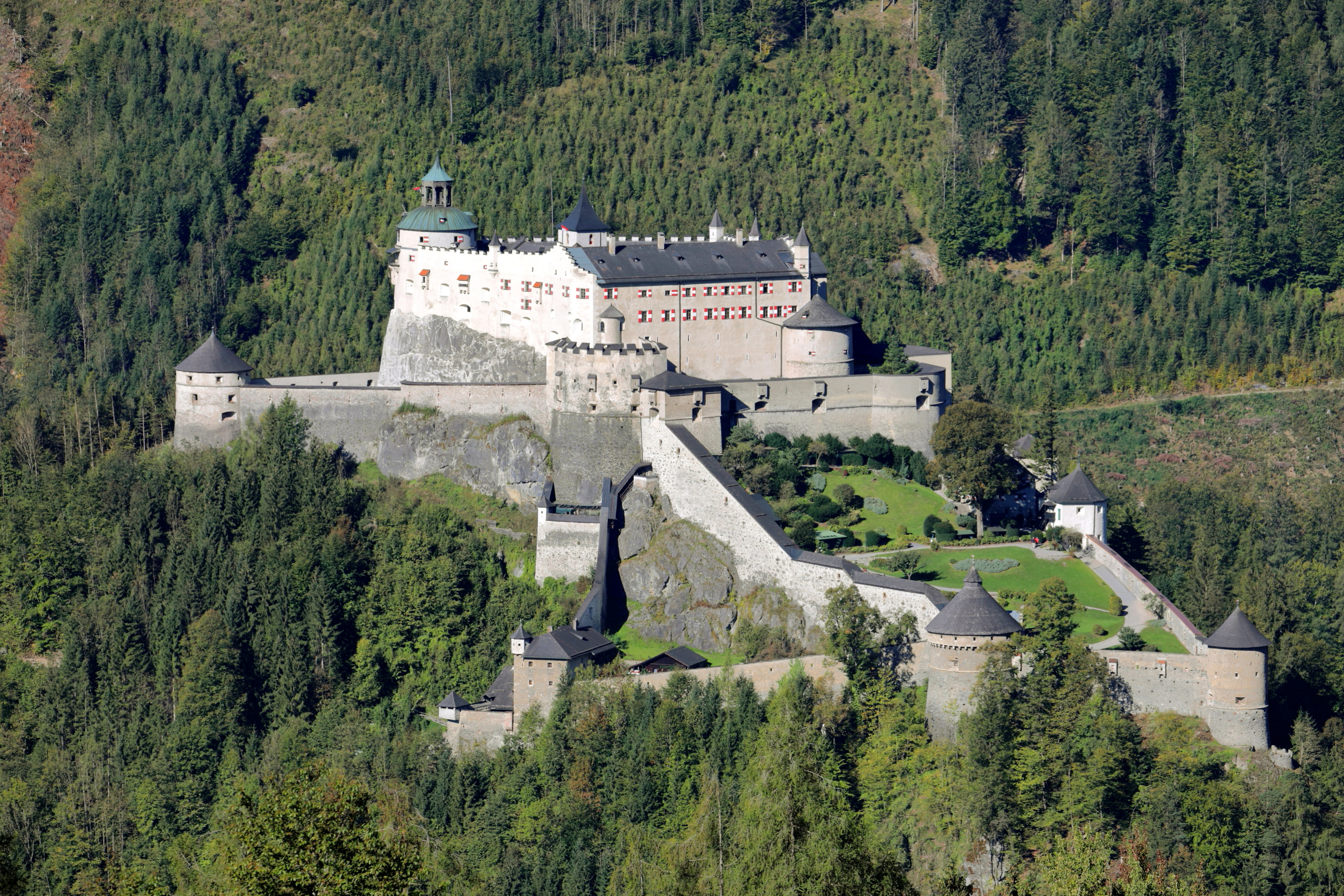
Festung Hohenwerfen
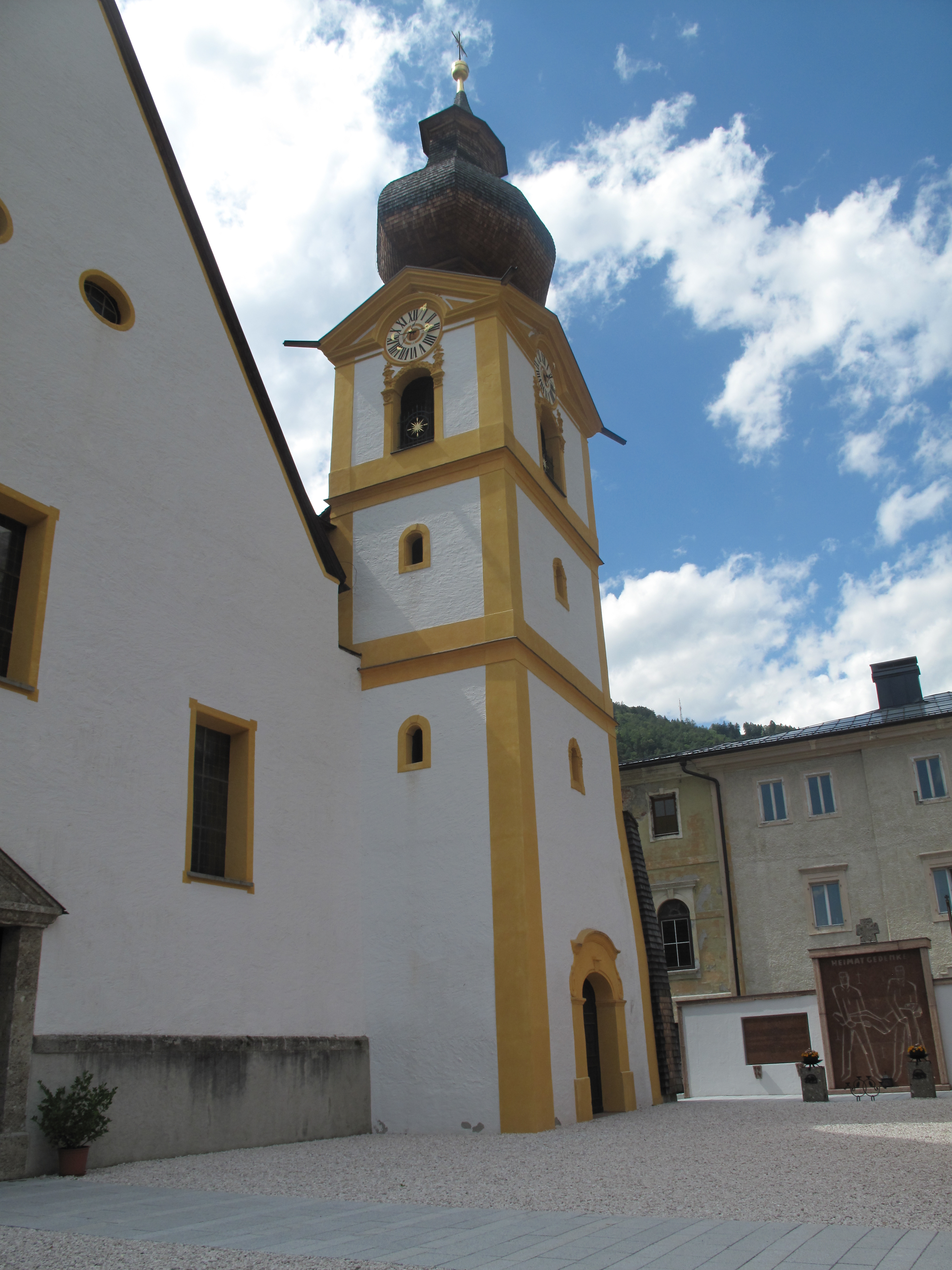
Pfarrkirche Werfen
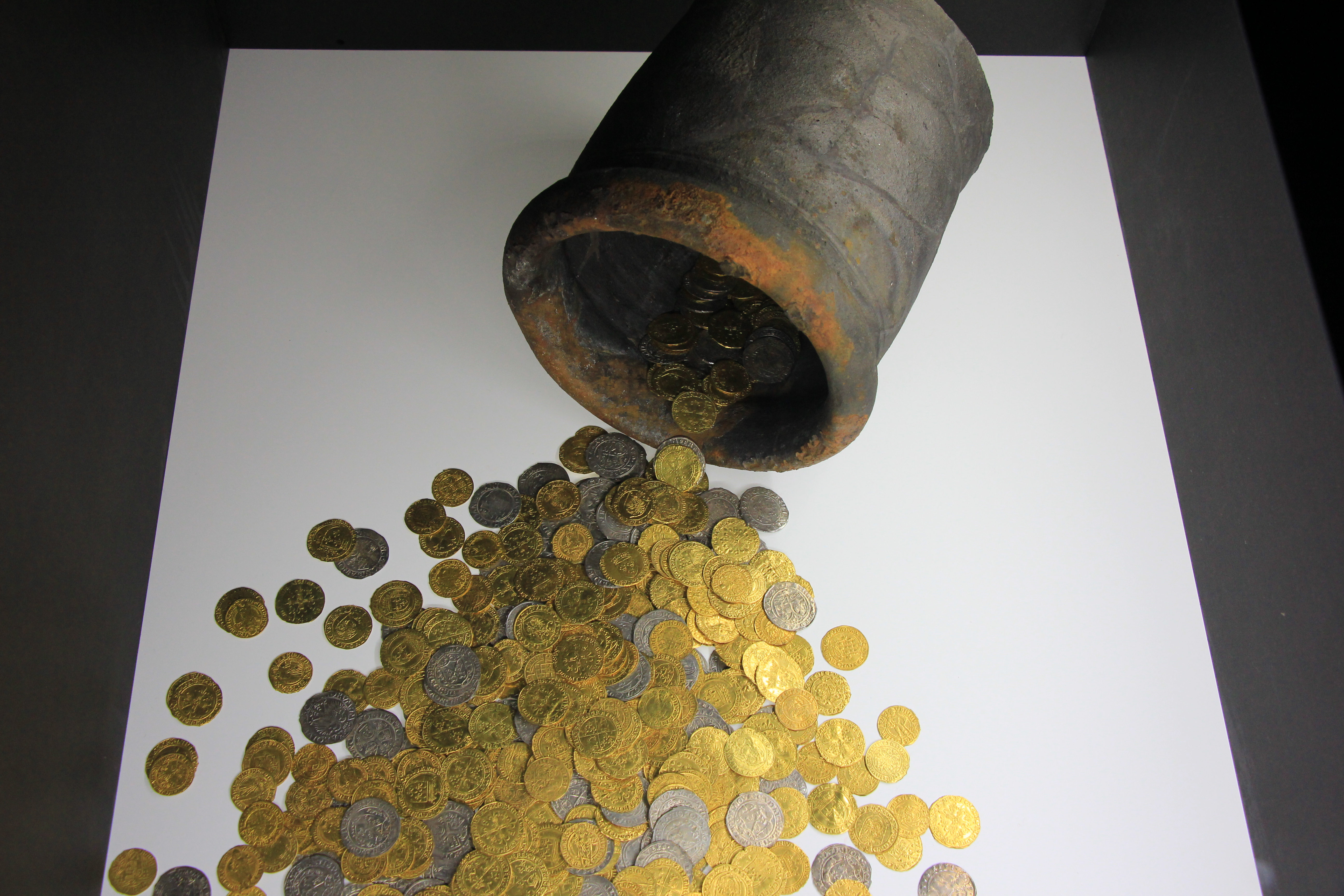
Münzenschatz von Werfen, im Museum Salzburg

### Filme
In der Mitte des 20. Jahrhunderts wurden hier berühmte Filme wie Agenten sterben einsam oder Teile von The Sound of Music gedreht. Auch weniger bekannte Filme wie Kinderarzt Dr. Fröhlich mit Roy Black oder Frankensteins Tante wurden hier produziert.

## Wirtschaft und Infrastruktur

### Wirtschaftssektoren
Im Jahr 2010 wurden über achtzig Prozent der Flächen von 39 Nebenerwerbsbauern bearbeitet, vierzehn Prozent von Haupterwerbsbauern, die übrigen Flächen von Gesellschaften oder juristischen Personen. Die größten Arbeitgeber im Produktionssektor waren die Sachgüterherstellung (311 Erwerbstätige), die Bauwirtschaft (136) und der Bergbau (56). Mehr als vierzig Prozent der Beschäftigten im Dienstleistungssektor arbeiteten im Bereich soziale und öffentliche Dienste, gefolgt von Beherbergung und Gastronomie mit fast zwanzig Prozent und dem Handel (Stand 2011).
| Wirtschaftssektor            | Anzahl Betriebe | Anzahl Betriebe | Erwerbstätige | Erwerbstätige |
| Wirtschaftssektor            | 2011            | 2001            | 2011          | 2001          |
| ---------------------------- | --------------- | --------------- | ------------- | ------------- |
| Land- und Forstwirtschaft 1) | 68              | 70              | 51            | 65            |
| Produktion                   | 37              | 34              | 504           | 505           |
| Dienstleistung               | 147             | 110             | 518           | 502           |

1) Betriebe mit Fläche in den Jahren 2010 und 1999
| Von den 1500 Erwerbstätigen, die 2011 in Werfen lebten, arbeitete knapp ein Drittel im Ort, zwei Drittel pendelten aus. Von den umliegenden Gemeinden kamen 600 Menschen zur Arbeit nach Werfen. Die Anzahl der Übernachtungen stieg von 35.000 im Jahr 2010 auf 45.000 im Jahr 2019. Der Schwerpunkt des Fremdenverkehrs liegt im Sommer mit jeweils rund 10.000 Übernachtungen in den Monaten Juli und August. Die Eisriesenwelt ist die größte Eishöhle der Welt. | Die zur Anzeige dieser Grafik verwendete Erweiterung wurde dauerhaft deaktiviert. Wir arbeiten aktuell daran, diese und weitere betroffene Grafiken auf ein neues Format umzustellen. (Mehr dazu) |

### Elektrizität
Im Jahr 2009 wurde an der Salzach bei Werfen ein weiteres Laufwasserkraftwerk eröffnet. Der Bau kostete circa 63,5 Millionen Euro und beinhaltet eine 350 Meter lange Fischwanderhilfe. Das Kraftwerk wird von Salzburg AG und Verbund AG gemeinsam betrieben und erzeugt jährlich 81.600 MWh Strom.

### Verkehr
- Eisenbahn: Werfen liegt an der Bahnstrecke von Salzburg nach Schwarzach-St. Veit mit Direktverbindungen nach Salzburg und Graz.[26]
- Straße: Durch das Gemeindegebiet verläuft die Tauern Autobahn A10.

## Persönlichkeiten
Söhne und Töchter der Gemeinde
- Josef Struber (1773–1845), Schützenhauptmann (später Major) und Gastwirt in Stegenwald; verteidigte 1809 erfolgreich den Pass Lueg gegen die französisch-bayrischen Truppen Napoleons
- Ferdinand Sauter (1804–1854), Dichter und Sohn des erzbischöflichen Pflegers von Werfen
- Albert Hochleitner (1893–1964), ehemaliger Landeshauptmann von Salzburg
- Heinrich Salfenauer (1920–2016), von 1970 bis 1980 Bürgermeister der Stadt Salzburg
- Cyriak Schwaighofer (* 1950), Politiker
- Rudolf Obauer (* 1961), Koch und Hotelier
- Karl Obauer (* 1953), Koch und Hotelier
- August Arnold (1898–1983), Filmtechnologie-Erfinder, Filmproduzent

Personen mit Bezug zur Gemeinde
- Anton Christoph (1867–1924), österreichischer Politiker (DF, GDVP) und Salzburger Landesrat, Bürgermeister von Werfen
- Johann Oberreiter (* 1807 in Dienten am Hochkönig; † 1865 in Salzburg), Bürgermeister von 1843 bis 1848, Lebzelter, später hingerichtet als Giftmörder
- Friedrich Leopold von Preußen (1895–1959), Maler, lebte mit seinem Freund Fritz Cerrini auf dem Schloß Imlau.
- Fritz Cerrini (1895–1985),[27] Gutsbesitzer und Lebensgefährte von Friedrich Leopold von Preußen auf Gut Imlau.